# Hotel Normandie
El Normandie es un hotel localizado en San Juan, Puerto Rico, inaugurado el 10 de octubre de 1942. Su diseño está inspirado en el transatlántico francés SS Normandie con el mismo diseño art déco y la señal del techo del hotel, uno de los dos signos que adornaron la cubierta superior del Normandie. Es un ejemplo del llamado estilo de arquitectura «streamline moderne» (estilo aerodinámico).
El hotel Normandie fue una idea del ingeniero puertorriqueño Félix Benítez Rexach. El ingeniero conoció a su futura mujer, Môme Moineau – una cantante y actriz parisina cuyo nombre original era Luccienne Suzanne Dhotelle – mientras viajaba a bordo del SS Normandie y como tributo a ella construyó una estructura que imitó el lujoso encuadre del transatlántico. Diseñado por el arquitecto Raúl Reichard (1908-1996), el hotel empezó su construcción en 1938. El hotel exterior fue diseñado para asemejarse a un transatlántico de lujo, alargado y curvado por delante, con ventanas en forma de portal y luces. En el interior, el hotel se caracteriza por su diseño art déco, completado con detalles romanos, egipcios y franceses, techos altos, y los pasillos que miran abajo en un Atrio de luz central.
Después de ser cerrado y abandonado en la década de 1960, el hotel fue restaurado a principios de los años 1990. El 1998 experimentó una importante renovación por el daño ocasionado por el Huracán Georges. Después estuvo operativo hasta el 2004, cuando se volvió  a reformar hasta principios del 2005, cuando, con 173 habitaciones, se reabrió pero volvió a cerrar el 2009.
El hotel Normandie fue añadido al Registro Nacional de Lugares Históricos en 1980.